# اختلافات جنسية في الانتحار

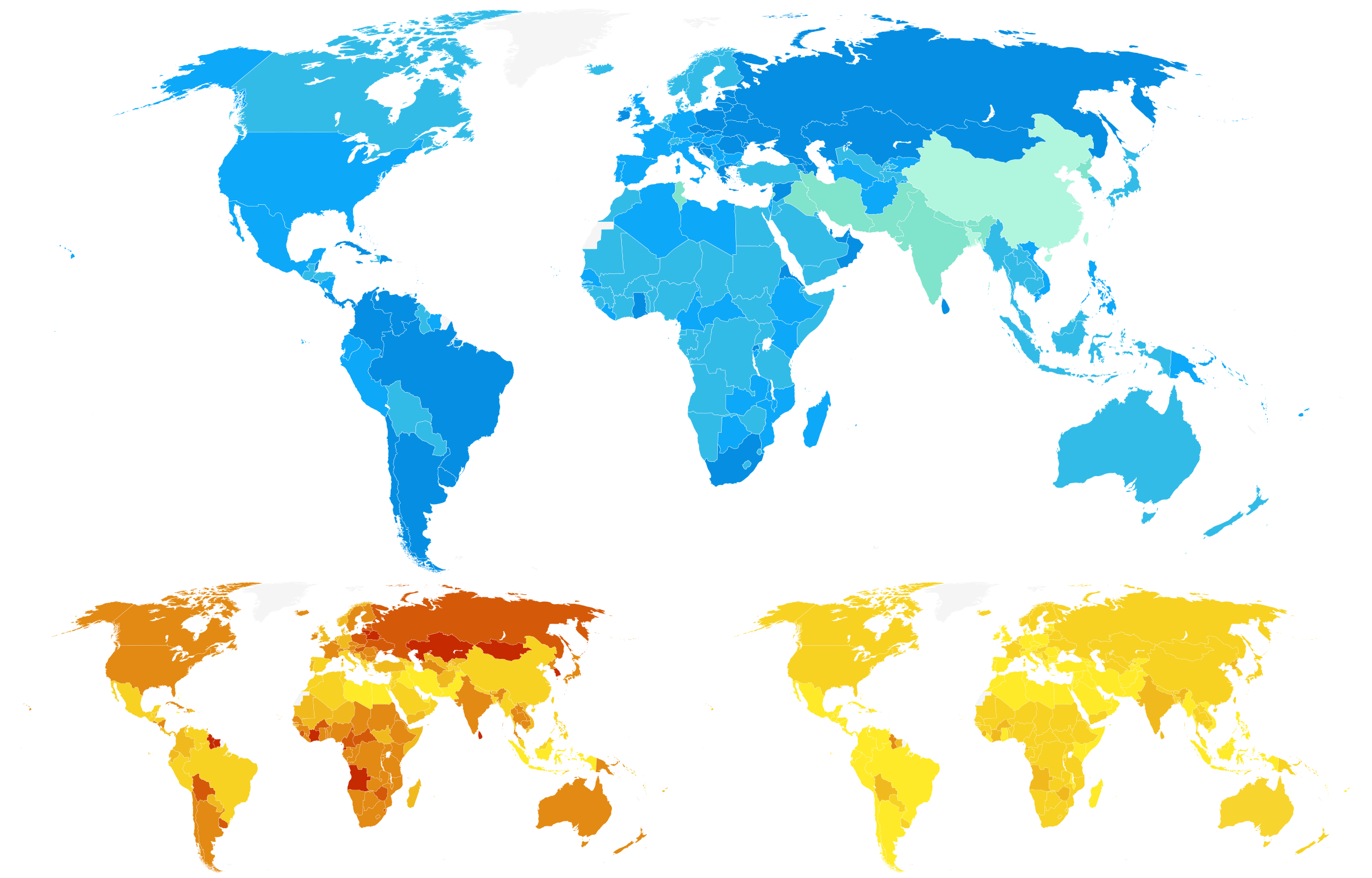
خريطة عالمية لنسب معدلات الانتحار بين الذكور والإناث في عام 2015 (اللون الأزرق يعني المزيد من حالات الانتحار بين الذكور). أسفل خرائط العالم لمعدلات الانتحار بين الذكور (على اليسار) والإناث (على اليمين) لكل 100000 نسمة المستخدمة لاستنتاج النسب (اللون الأحمر يعني معدلات أعلى).

لقد ثبت أن الاختلافات بين الجنسين في معدلات الانتحار لها أهمية كبيرة. هناك معدلات مختلفة للانتحار والسلوك الانتحاري بين الذكور والإناث (بين البالغين والمراهقين). في حين أن الإناث أكثر عرضة لأفكار الانتحار، فإن الذكور يموتون منتحرين بشكل أكثر تكرارًا. يُعرف هذا التناقض أيضًا باسم مفارقة الجنس في الانتحار.
على مستوى العالم، حدثت حالات الوفاة بالانتحار بمعدل 1.8 مرة أكثر بين الذكور مقارنة بالإناث في عام 2008، و1.7 مرة في عام 2015. في العالم الغربي، يموت الذكور منتحرين بمعدل ثلاث إلى أربع مرات أكثر من الإناث. يزداد هذا التواتر الذكوري الأكبر بين أولئك الذين تزيد أعمارهم عن 65 عامًا تتراوح محاولات الانتحار بين الإناث ما بين مرتين إلى أربع مرات أكثر. وقد عزا الباحثون جزئيًا الاختلاف بين الانتحار ومحاولة الانتحار بين الجنسين إلى استخدام الذكور لوسائل أكثر فتكًا لإنهاء حياتهم. وقد قدمت أسباب أخرى أيضًا، بما في ذلك التفاوت في قوة أو صدق الأفكار الانتحارية.

## ملخص
| رتبة | المنطقة (% of world pop)        | ذكر-أنثى نسبة | معدل الانتحار (per 100,000) |
| ---- | ------------------------------- | ------------- | --------------------------- |
| 1    | أوروبا (13%)                    | 4.0 :1        | 14.2                        |
| 2    | الأمريكتين (13.5%)              | 3.6 :1        | 7.9                         |
| 3    | جنوب شرق آسيا (26%)             | 1.5 :1        | 15.6                        |
| 4    | غرب المحيط الهادئ (26%)         | 1.3 :1        | 12.6                        |
| 5    | أفريقيا (13%)                   | 2.2 :1        | 6.4                         |
| 6    | شرق البحر الأبيض المتوسط (8.5%) | 1.1 :1        | 5.6                         |
| –    | عالم                            | 1.8 :1        | 11.6                        |

لقد تمت دراسة الدور الذي يلعبه الجنس كعامل خطر للانتحار على نطاق واسع. في حين أن الإناث، وخاصة أولئك الذين تقل أعمارهم عن 25 عامًا، يظهرن معدلات أعلى من السلوك الانتحاري غير المميت وأفكار الانتحار، ويحاولن الانتحار بشكل أكثر تكرارًا من الذكور، فإن الذكور لديهم معدل انتحار أعلى بكثير. يُعرف هذا باسم مفارقة الجنس في الانتحار، وهو مصطلح صاغه سيلفيا سارا كانيتو وإسحاق ساكيينوفسكي.
وفقًا لمنظمة الصحة العالمية، فإن التحديات المتمثلة في الوصمة الاجتماعية، والمحرمات التي تحول دون مناقشة الانتحار علنًا، وانخفاض توافر البيانات، تشكل عقبات تؤدي إلى ضعف جودة البيانات لكل من الانتحار ومحاولات الانتحار. تذكر المنظمة أنه "نظرًا لحساسية الانتحار وعدم قانونية السلوك الانتحاري في بعض البلدان فمن المرجح أن يكون عدم الإبلاغ والتصنيف الخاطئ من المشكلات الأكبر في حالات الانتحار مقارنة بمعظم أسباب الوفاة الأخرى".

### عوامل
لقد حاول العديد من الباحثين إيجاد تفسيرات لسبب كون الجنس مؤشرا مهما للانتحار. يعتمد التفسير الشائع على البناءات الاجتماعية للذكورة والأنوثة المهيمنة. وفقًا للأدبيات المتعلقة بالجنس والانتحار، فسرت معدلات الانتحار بين الذكور من حيث الأدوار الجنسانية التقليدية. تميل الأدوار الجنسانية الذكورية إلى التأكيد على مستويات أكبر من القوة والاستقلال والسلوك المحفوف بالمخاطر والوضع الاقتصادي والفردية. غالبًا ما يمنع تعزيز هذا الدور الجنسي الذكور من طلب المساعدة للتغلب على مشاعر الانتحار والاكتئاب.
وقد طرحت العديد من العوامل الأخرى باعتبارها سببًا لمفارقة الجنس. ويمكن تفسير جزء من هذه الفجوة بمستويات التوتر المرتفعة الناجمة عن الأدوار الجنسانية التقليدية. على سبيل المثال، يعتبر موت الزوج والطلاق من عوامل الخطر المؤدية إلى الانتحار لدى كلا الجنسين، ولكن التأثير يكون أقل إلى حد ما لدى الإناث. في العالم الغربي، من المرجح أن تحافظ الإناث على الروابط الاجتماعية والعائلية التي يمكنهن اللجوء إليها للحصول على الدعم بعد فقدان أزواجهن. هناك عامل آخر مرتبط ارتباطًا وثيقًا بالأدوار الجنسانية وهو حالة توظيف الذكور. قد تتزايد ضعف الذكور خلال أوقات البطالة بسبب توقعات المجتمع بأن عليهم توفير احتياجات أنفسهم وأسرهم.
الفجوة بين الجنسين أقل وضوحا في الدول النامية. هناك نظرية طرحت لتفسير صغر الفجوة وهي أن العبء المتزايد للأمومة ناجم عن المعايير الثقافية. في المناطق التي يتم فيها بناء هوية الإناث حول الأسرة، قد يرتبط إنجاب الأطفال الصغار بانخفاض مخاطر الانتحار. وفي الوقت نفسه، يمكن أن تساهم الوصمة المرتبطة بالعقم أو إنجاب الأطفال خارج إطار الزواج في ارتفاع معدلات الانتحار بين النساء. الرجال الذين ينتمون إلى مناطق أقل ثراءً هم أكثر عرضة للانتحار من الرجال الذين ينتمون إلى مناطق أكثر ثراءً.

في عام 2003، قامت مجموعة من علماء الاجتماع بفحص الفجوة بين الجنسين والانتحار من خلال النظر في كيفية تأثير العوامل الثقافية على معدلات الانتحار. تم قياس العوامل الثقافية الأربعة: مسافة القوة، والفردية، وتجنب عدم اليقين، والذكورة في 66 دولة باستخدام بيانات من منظمة الصحة العالمية. كانت المعتقدات الثقافية فيما يتعلق بالفردية مرتبطة ارتباطًا وثيقًا بالفجوة بين الجنسين؛ فقد أظهرت البلدان التي وضعت قيمة أعلى للفردية معدلات أعلى من انتحار الذكور. كانت مسافة القوة، والتي عرفت على أنها الفصل الاجتماعي بين الناس على أساس المال أو المكانة، مرتبطة بشكل سلبي بالانتحار. ومع ذلك، فإن البلدان التي لديها مستويات عالية من فجوة القوة لديها معدلات أعلى من انتحار الإناث. وفي النهاية توصلت الدراسة إلى أن العوامل الثقافية المستقرة كان لها تأثير أقوى على معدلات الانتحار لدى النساء مقارنة بالرجال.
- No data
- <1.0
- 1.0–5.0
- 5.0–5.8
- 5.8–8.5
- 8.5–12.0
- 12.0–19.0
- 19.0–22.5
- 22.5–26.0
- 26.0–29.5
- 29.5–33.0
- 33.0–36.5
- >36.5

### طرق مختلفة حسب الجنس
إن الاختلاف المبلغ عنه في معدلات الانتحار بين الذكور والإناث يعود جزئيا إلى الأساليب التي يستخدمها كل جنس. على الرغم من أن الإناث يحاولن الانتحار بمعدل أعلى، إلا أنهن أكثر عرضة لاستخدام أساليب أقل فتكًا على الفور. يموت الذكور في كثير من الأحيان منتحرين من خلال إجراءات ذات معدلات وفيات عالية مثل الشنق، والتسمم بأول أكسيد الكربون، والأسلحة النارية. وهذا على النقيض من الإناث، اللاتي يملن إلى الاعتماد على جرعات زائدة من المخدرات. على الرغم من أن تناول جرعة زائدة من المخدرات قد يكون مميتًا، إلا أنه أقل تأثيرًا على الفور وبالتالي من المرجح أن يتم اكتشافه قبل حدوث الوفاة. وفي أوروبا، حيث التفاوت بين الجنسين هو الأكبر، وجدت إحدى الدراسات أن الطريقة الأكثر شيوعا للانتحار بين الجنسين كانت الشنق؛ ومع ذلك، كان استخدام الشنق أعلى بكثير بين الذكور (54.3%) منه بين الإناث (35.6%). وتوصلت الدراسة نفسها إلى أن ثاني أكثر الأساليب شيوعًا كانت الأسلحة النارية (9.7%) لدى الرجال والتسمم بالمخدرات (24.7%) لدى النساء.
وتقول بعض الأبحاث أن استخدام الذكور لوسائل أكثر فتكًا للموت بالانتحار لا يمكن أن يكون السبب الوحيد لعدم المساواة بين الجنسين. قد يكون أحد الأسباب وراء ذلك هو أن الرجال الذين يحاولون الانتحار قد يكون لديهم إرادة أقوى وأكثر صدقًا لإنهاء حياتهم، بينما تنخرط النساء في المزيد من " الإيماءات الانتحارية ". وتشير أبحاث أخرى إلى أنه حتى عندما يستخدم الرجال والنساء نفس الأساليب، فإن الرجال ما زالوا أكثر عرضة للوفاة بسببها.

### الاستراتيجيات الوقائية
في الولايات المتحدة، تتناول كل من وزارة الصحة والخدمات الإنسانية والمؤسسة الأمريكية للوقاية من الانتحار طرقًا مختلفة للحد من الانتحار، لكنهما لا تعترفان بالاحتياجات المنفصلة للذكور والإناث. في عام 2002، أطلقت وزارة الصحة الإنجليزية حملة للوقاية من الانتحار استهدفت الفئات المعرضة للخطر بما في ذلك الشباب والسجناء وأولئك الذين يعانون من اضطرابات الصحة العقلية. الحملة ضد العيش البائس هي منظمة خيرية في المملكة المتحدة تحاول تسليط الضوء على هذه القضية للمناقشة العامة. وقد توصلت بعض الدراسات إلى أن الإناث الشابات معرضات لخطر أكبر لمحاولة الانتحار، وبالتالي فإن السياسات المصممة خصيصًا لهذه الفئة السكانية هي الأكثر فعالية في خفض المعدلات الإجمالية. وأوصى الباحثون أيضًا بعلاجات أكثر قوة وطويلة الأمد ومتابعة للذكور الذين يظهرون مؤشرات على الأفكار الانتحارية. إن تغيير المواقف الثقافية بشأن الأدوار والمعايير الجنسانية، وخاصة الأفكار المتعلقة بالذكورة، قد يساهم أيضًا في سد الفجوة بين الجنسين.

## إحصائيات
| رتبة | البلد     | النسبة بين الذكور والإناث | معدل الانتحار (لـ 100,000) (per 100,000) |
| ---- | --------- | ------------------------- | ---------------------------------------- |
| 1    | سريلانكا  | 4.4 : 1                   | 34.6                                     |
| 2    | ليتوانيا  | 5.8 : 1                   | 26.1                                     |
| 3    | منغوليا   | 5.2 : 1                   | 28.1                                     |
| 4    | كازاخستان | 5.0 : 1                   | 27.5                                     |
| 5    | بيلاروسيا | 6.5 : 1                   | 19.1                                     |
| 6    | بولندا    | 6.7 : 1                   | 18.5                                     |
| 7    | لاتفيا    | 6.7 : 1                   | 17.4                                     |
| 8    | روسيا     | 5.8 : 1                   | 17.9                                     |
| 9    | غويانا    | 3.0 : 1                   | 30.6                                     |
| 10   | سورينام   | 3.3 : 1                   | 26.9                                     |
|      | العالم    | 1.7 : 1                   | 10.7                                     |

إن معدل الانتحار أعلى بكثير بين الذكور منه بين الإناث بين جميع الفئات العمرية في معظم أنحاء العالم.اعتبارًا من 2015، ما يقرب من ثلثي حالات الانتحار في جميع أنحاء العالم (تمثل حوالي 1.5٪ من جميع الوفيات) هي من قبل الرجال.

### الولايات المتحدة
منذ الخمسينيات من القرن العشرين، كان معدل انتحار الذكور عادة يتراوح بين ثلاثة إلى خمسة أضعاف معدل انتحار الإناث. قد يكون استخدام موارد الصحة العقلية مساهمًا كبيرًا في الاختلاف بين الجنسين في معدلات الانتحار في الولايات المتحدة. أظهرت الدراسات أن الإناث أكثر عرضة من الذكور بنسبة 13-21% لتلقي تشخيص نفسي عاطفي. 72-89% من الإناث اللاتي ماتوا منتحرين كان لهن اتصال بأخصائي الصحة العقلية في مرحلة ما من حياتهن و41-58% من الذكور الذين ماتوا منتحرين كان لهم اتصال بأخصائي الصحة العقلية.
توجد داخل الولايات المتحدة اختلافات في معدلات الانتحار حسب المجموعة العرقية. على سبيل المثال، من عام 1999 إلى عام 2004، بلغ معدل الانتحار بين المراهقين الذكور من السكان الأصليين لأمريكا ما يقرب من 20 لكل 100 ألف، في حين بلغ المعدل بين الإناث من أصل أفريقي ما يقرب من 1 لكل 100 ألف. وفقًا لمراكز السيطرة على الأمراض والوقاية منها، اعتبارًا من عام 2013، كانت معدلات الانتحار بين البيض والأمريكيين الأصليين أكثر من ضعف معدلات الانتحار بين الأمريكيين من أصل أفريقي والأسبان. ومع ذلك، فإن معدل محاولات الانتحار لدى البيض أقل من معدل محاولات الانتحار لدى الهسبان، وكان لدى الذكور السود والبيض أدنى معدل لمحاولات الانتحار.

### أوروبا
الفجوة بين الجنسين في حالات الانتحار أعلى عموما في الدول الغربية. ومن بين دول أوروبا، فإن الفجوة بين الجنسين كبيرة بشكل خاص في بلدان أوروبا الشرقية مثل ليتوانيا وبيلاروسيا والمجر. ويرى بعض الباحثين أن ارتفاع المعدلات في بلدان الاتحاد السوفييتي السابق هو بمثابة بقايا من عدم الاستقرار السياسي في الآونة الأخيرة. لقد أدى التركيز المتزايد على الأسرة إلى زيادة قيمة الإناث. لقد أدت التقلبات الاقتصادية السريعة إلى منع الذكور من توفير احتياجات أسرهم بشكل كامل، مما منعهم من الوفاء بدورهم الجنساني التقليدي. ويمكن لهذه العوامل مجتمعة أن تكون مسؤولة عن الفجوة بين الجنسين. تشير أبحاث أخرى إلى أن ارتفاع حالات إدمان الكحول بين الذكور في هذه الدول قد يكون السبب. في عام 2014، وصلت معدلات الانتحار بين الرجال الذين تقل أعمارهم عن 45 عامًا في المملكة المتحدة إلى أعلى مستوى لها منذ 15 عامًا بنسبة 78% من إجمالي 5140.

### الدول غير الغربية
ومن الواضح أيضاً ارتفاع معدلات الوفيات بين الذكور بسبب الانتحار من بيانات البلدان غير الغربية: فمنطقة البحر الكاريبي، التي غالباً ما تعتبر جزءاً من الغرب، هي المثال الأبرز. في الفترة 1979-1981، من بين 74 دولة ذات معدل انتحار غير صفري، كان لدى 69 دولة معدلات انتحار للذكور أعلى من الإناث، وأبلغت دولتان عن معدلات متساوية للجنسين (سيشيل وكينيا)، بينما أبلغت ثلاث دول عن معدلات للإناث تفوق معدلات الذكور (بابوا غينيا الجديدة وماكاو وغويانا الفرنسية). والتباين أعظم اليوم، حيث تظهر إحصائيات منظمة الصحة العالمية أن الصين هي الدولة الوحيدة التي يتطابق فيها معدل انتحار الإناث مع معدل انتحار الذكور أو يتجاوزه. وجد باراكلو أن معدلات الإناث في الفئة العمرية 5-14 عامًا تساوي أو تتجاوز معدلات الذكور فقط في 14 دولة، وخاصة في أمريكا الجنوبية وآسيا.

### الصين
في معظم البلدان، تكون غالبية حالات الانتحار من قبل الرجال، ولكن في الصين، تكون احتمالية وفاة النساء بالانتحار أعلى قليلاً من الرجال. في عام 2015 كانت النسبة في الصين حوالي 8 ذكور لكل 10 إناث. وفقًا لمنظمة التجارة العالمية، اعتبارًا من 2016  كانت معدلات الانتحار في الصين للرجال والنساء متماثلة تقريبًا 9.1 للذكور مقابل 10.3 للإناث (المعدل لكل 100000 شخص).
إن الأدوار التقليدية للجنسين في الصين تحمل المرأة مسؤولية الحفاظ على سعادة الأسرة وسلامتها. يُظهر الأدب أن انتحار النساء في الصين هو وسيلة مقبولة لتجنب العار الذي قد يلحق بهن أو بعائلاتهن. وفقًا لمراجعة أجريت عام 2002، فإن الأسباب الأكثر شيوعًا للاختلاف في المعدل بين الجنسين هي: "الوضع الأدنى للمرأة الصينية، والحب، والزواج، والخيانة الزوجية، والمشاكل العائلية، والطرق المستخدمة في الانتحار، والصحة العقلية للمرأة الصينية". وهناك تفسير آخر لزيادة حالات الانتحار بين النساء في الصين وهو أن المبيدات الحشرية يمكن الوصول إليها بسهولة وتميل إلى استخدامها في العديد من محاولات الانتحار التي تقوم بها النساء. معدل السلوك الانتحاري غير المميت أعلى بنسبة 40 إلى 60 في المائة لدى النساء منه لدى الرجال. ويرجع هذا إلى حقيقة أن عدد النساء المصابات بالاكتئاب أكبر من عدد الرجال، كما أن الاكتئاب يرتبط بمحاولات الانتحار. ومع ذلك، وبفضل التحضر، انخفضت معدلات الانتحار في الصين لكل من النساء والرجال بنسبة 64% من عام 1990 إلى عام 2016.